# Carlo Ubaldo Rossi
Carlo Ubaldo Rossi (Monaco di Baviera, 17 agosto 1958 – Moncalieri, 11 marzo 2015) è stato un compositore, arrangiatore, produttore discografico, musicista e fonico italiano.

## Biografia
Il percorso artistico di Carlo Ubaldo Rossi ha inizio negli anni ottanta. Le prime produzioni sono marcatamente new wave, dapprima nella sua città di adozione, Torino, poi a Firenze, dove inizia la sua collaborazione con i Litfiba e con altre realtà della scena musicale fiorentina. Nel 1987 ritorna a Torino dove, insieme ad altri musicisti, dà vita al Transeuropa Recording Studio. Tra le sue collaborazioni: 883, 99 Posse, Africa Unite, Baustelle, Caparezza, Vinicio Capossela, Irene Grandi, Jovanotti, Ligabue, Litfiba, Persiana Jones, Mau Mau, Meg, Gianna Nannini, Serena Abrami, Neffa, Negrita, Giuliano Palma & the Bluebeaters, Arisa, Max Pezzali, Subsonica, Syria, Chiara Galiazzo, Paola Turci, Nina Zilli.
Muore il pomeriggio dell'11 marzo 2015, all'età di 56 anni, a seguito di un incidente in moto sulle colline di Moncalieri, nei pressi della borgata di Revigliasco. Il funerale laico si è svolto al Sermig di Torino. Diversi artisti hanno celebrato la sua memoria: nel 2015 Paola Turci ha dedicato il suo album, Io sono «alla memoria di Carlo U. Rossi, amico e produttore». Nel 2016 i Litfiba hanno omaggiato il produttore attraverso la bonus track La danza di Minerva, presente nella versione vinile di Eutòpia, mentre nel 2017 Caparezza (con il quale Rossi produsse gran parte dei suoi album precedenti) gli ha dedicato il suo album Prisoner 709. Anche i Subsonica con l'uscita del loro album 8 (2018), rendono omaggio a Rossi con il brano Le onde.

## Discografia
Legenda: P=Prodotto; R=Registrato; M=Missato; E=montaggio; Ma=Mastering

### Anni ottanta
- 1983 – Noise of Heart – Funky Lips (nella raccolta Tracce) – PRM
- 1983 – Scratch Your Face – D-Light – PRM
- 1983 – Stairs – Deafear – PRM
- 1983 – Whistle March – Blind Alley – PRM
- 1984 – Age – Monuments – PRM
- 1984 – Onda Araba e Versante Est – Litfiba (nella raccolta Catalogue Issue) – PRM
- 1984 – Dirty Roseanne – Dirty Roseanne – PRM
- 1984 – The Waiting – Deafear – PRM
- 1984 – Live in Berlin – Litfiba – RM
- 1985 – Desaparecido – Litfiba – PRM
- 1985 – Amsterdam – Diaframma e Litfiba – PRM
- 1985 – Transea – Litfiba – PRM
- 1986 – Bandiera – Moda – PRM
- 1986 – Dentro me – Detonazione – PRM
- 1987 – Mi sento felice – Joe Perrino & The Mellowtones (nella raccolta Sanremo Rock) – PRM
- 1987 – Freiheit Für Die Sklaven – Pankow – R
- 1987 – Crime of Passion 1 – Neon – M
- 1987 – Canto pagano – Moda – RM
- 1987 – Indipendenti 87 – Compilation – M
- 1987 – Respect – Funky Lips (nella colonna sonora The All Nighters) – PRM
- 1987 – In The Tradition – EazyCon – PRM
- 1988 – Weak Waving – Fancyfluid – RM
- 1988 – Touch – Pankow – RM
- 1988 – Le nozze chimiche, La storia per noi e Lettera sul cielo – Giancarlo Onorato – M
- 1989 – Gisela – Pankow – RM
- 1989 – Bad Times – Luis – PRM
- 1989 – Play Loud – Funky Lips – PRM

### Anni novanta
- 1990 – Lady Marmalade – Funky Lips – PRM
- 1990 – Questa notte – Party Kidz – PRM
- 1992 – Kings Journey – Fancyfluid – RM
- 1992 – Sauta rabel – Mau Mau – PRM
- 1993 – Che passa – Persiana Jones e Le Tapparelle Maledette – PRM
- 1993 – Show – Persiana Jones e Le Tapparelle Maledette – PM
- 1993 – Signal de Revolta – Braindamage
- 1993 – Babilonia e poesia – Africa Unite – RM
- 1994 – Meeting the Watcher – Aelian – M
- 1994 – Omenaje – Mau Mau (in Omaggio a Pablo Milanes) – PRM
- 1994 – Panama – Mau Mau (in I disertori) – PRM
- 1994 – Bàss paradis – Mau Mau – PRM
- 1994 – Knock Out – Knock Out – PRM
- 1994 – Siamo tanti – Karamamma – M
- 1995 – Siamo circondati – Persiana Jones – PRM
- 1995 – Fuori posto – Ottavo Padiglione – RM
- 1995 – Resistenza, marzo'95 – Mau Mau (in Materiale resistente) – PRM
- 1995 – Buon compleanno Elvis – Ligabue – M (11 brani)
- 1996 – Il ballo di San Vito – Vinicio Capossela – RM
- 1996 – Solar Plexus – Joe Lodigiani – M
- 1996 – Danza per me – Giancarlo Onorato (in Il velluto interiore) – PRM
- 1996 – Viva Mamanera – Mau Mau – PRM
- 1996 – Generazione bionica – Destino – PRM
- 1996 – The Turning Point – Braindamage – PRM
- 1996 – La memoria – Blindosbarra
- 1997 – Ornitorinco – No Lider – PRM
- 1997 – Come se e Radioestensioni – Subsonica (in Subsonica) – M
- 1997 – Tempi Moderni – Statuto – PRM
- 1997 – Un affare difficile – Reggae National Tickets – PRM
- 1997 – Brivido caldo – Persiana Jones – M
- 1997 – Ombre – Onda D'Urto – RM
- 1997 – XXX – Negrita – RM
- 1997 – Umore blu neon – Mambassa – M
- 1998 – Funk – Blindosbarra – PRM
- 1998 – Corto circuito – 99 Posse – PRM
- 1998 – Le Voci Intorno – Angela Baraldi (nella colonna sonora Di cielo in cielo) – PRM
- 1998 – Iniziali bì-bì – Bandabardò – M
- 1998 – Beatrice – Tiziano Lamberti – M
- 1998 – Elettricità – Tiziano Lamberti – M
- 1998 – Cuore – Gianna Nannini – M
- 1998 – Liquido – Interno 17 – M
- 1998 – Essenza – Nefertari – PRM
- 1999 – Caleidoscopica – Violectra – PRM
- 1999 – Microchip emozionale – Subsonica – M
- 1999 – Riskatto – Statuto – PRM
- 1999 – La isla – Reggae National Tickets – PRM
- 1999 – Puerto Hurraco – Persiana Jones – M
- 1999 – Reset – Negrita – M
- 1999 – 2 M – Mambassa – PRM
- 1999 – Il mio nome è mai più – Liga Jova Pelù – M
- 1999 – Lucille – Valerie a La Gare – PRM
- 1999 – Cantico – Claudio Mantovani – M

### Anni duemila
- 2000 – Lunar Eclipse – Gil Evans Orchestra – EMa
- 2000 – Pelle – Punkreas – PRM
- 2000 – File Not Found – Jovanotti (in Lorenzo live - Autobiografia di una festa) PRM
- 2000 – Cercando te – Dr. Livingstone – PRM (3 brani)
- 2000 – La vida que vendrà – 99 Posse – PRM
- 2001 – Radio Zombie – Negrita2001 – M
- 2001 – Bianco Shock – Monovox2001 – M
- 2001 – Per fare l'amore – Irene Grandi (in Irek)2001 – P
- 2001 – Sfumature RMX – Modarte (nella raccolta Na 99 10°)2001 – PRM
- 2001 – Uno in più – 8832001 – PRM
- 2002 – Il migliore dei mondi possibili – Statuto – PRM
- 2002 – Falso – Punkreas – PRM
- 2002 – Non ci sarò – Modarte – PRM
- 2002 – Lorenzo 2002 – Il quinto mondo – Jovanotti – PRM
- 2002 – Blue Monday People – Blindosbarra – M
- 2002 – Ci sono anch'io – Max Pezzali/883 – PRM
- 2002 – Quello che capita – Max Pezzali/883 (in Love Life) – M
- 2003 – L'amore è – Syria – PRM
- 2003 – Magnolia – Negrita (in Ehi! Negrita) – M
- 2003 – All'improvviso nella mia stanza – Lalli – PRM
- 2003 – Verità supposte – Caparezza – PRM
- 2003 – I campioni siamo noi – Statuto – PRM
- 2003 – Sto dormendo – Wooper – M
- 2003 – Roma – Collettivo Soleluna – PRM
- 2003 – Anomalia Subsonica – Subsonica – RM
- 2004 – Meg – Meg – PRM
- 2004 – Tre passi avanti – Bandabardò
- 2004 – Stato di calma apparente – Paola Turci – PRM
- 2004 – Perche – Folkabbestia (in Perche) – M
- 2004 – L'indispensabile – Vinicio Capossela – RM (4 brani)
- 2005 – La malavita – Baustelle – PRM
- 2005 – Disincanto – Ginevra Di Marco – PRM
- 2005 – Tra i fuochi in mezzo al cielo – Paola Turci – PRM
- 2005 – Quello che sei – Punkreas – PRM
- 2005 – Terrestre – Subsonica – registrazione strumenti ad arco
- 2006 – Le strade di Torino – Statuto – PRM
- 2006 – Elia – Elia – PRM
- 2006 – Habemus Capa – Caparezza – PRM
- 2006 – Pioggia.Rosso.Acciaio – Delta V – PRM
- 2006 – Monsieur Dupont – Federico Sirianni (Su Dal basso dei cieli) – PRM
- 2006 – 0.36 (frequenza stabile) – Nuovi Orizzonti Artificial (in Quindiciditadispazio) – M
- 2006 – Alla fine della notte – Neffa – M (P: 1 brano)
- 2006 – Car by Car (Remix) – Motel Connection – PM
- 2006 – Come le viole – Giuliano Palma & the Bluebeaters (in Long Playing) – PRM
- 2007 – Grandi Animali Marini – Grandi Animali Marini – PRM
- 2007 – Lucy in the Sky with Diamonds – Meg (nella raccolta B for Bang. Across the Universe of Languages) – RM
- 2007 – Just for Fun – Persiana Jones – PRM
- 2007 – Immobile – So:ho – PRM
- 2007 – Boogaloo – Giuliano Palma & the Bluebeaters – PRM
- 2007 – L'eclissi – Subsonica – M
- 2008 – Lunedì – Persiana Jones feat. Mao (nella raccolta Il mucchio selvaggio) – PRM
- 2008 – Amen – Baustelle – PRM
- 2008 – Le dimensioni del mio caos – Caparezza – PRM
- 2008 – BiogrAfrica Unite – Africa Unite – RM
- 2009 – Giulia non esce la sera – Baustelle – PRM
- 2009 – Piangi Roma – Baustelle feat. Valeria Golino – PRM
- 2009 – Nina Zilli – Nina Zilli – PRM
- 2009 – La mangiatrice di uomini – Paola Turci – PRM
- 2009 – Combo – Giuliano Palma & the Bluebeaters – PRM
- 2009 – Aliante – Niccolò Fabi – M
- 2010 – Nuvole rosa – Giuliano Palma & the Bluebeaters – PRM
- 2010 – Sempre lontano – Nina Zilli – PRM
- 2010 – Che spettacolo – Yavanna – M
- 2011 – Il sogno eretico – Caparezza – PRM
- 2011 – Elìa in concerto – PRM
- 2012 – La mia parte imperfetta – Rocco Papaleo – PRM
- 2012 – Ottobre – Serena Abrami – M
- 2012 – Polenta e Kebab – Punkreas – PRM
- 2013 – Un posto nel mondo – Chiara – PRM
- 2013 – Native – LabGraal – PM
- 2013 – Old Boy – Giuliano Palma – RM
- 2014 – Se vedo te – Arisa – PRM (7 brani)
- 2015 – 9 – Negrita – RM